# 哈瑟劳
哈瑟劳是德国石勒苏益格－荷尔斯泰因州的一个市镇。总面积18.88平方公里，总人口1104人，其中男性556人，女性548人（2011年12月31日），人口密度58人/平方公里。